# S-24航空火箭彈
S-24航空火箭彈（俄语：С-24；俄罗斯国防部火箭炮兵装备总局代號：／）是一系列由苏联空軍研製的航空型火箭彈系武器，被軍用飛機用以攻擊地面半硬和堅硬目標。目前它仍在俄羅斯空軍和各種出口客戶當中服役。名稱來自火箭的直徑，240毫米（9.45英寸）。

## 研發歷史
早在1930年代，蘇聯就是一個早期而且樂意投入火箭武器的使用國。在1950年代中期，OKB-16設計局（諾德爾曼精密工程設計局）受命研發一種用作第二次世界大战早期的BETAB-750DS火箭彈的後繼武器。1958年，首次使用米格-21「魚床」多功能战斗机和苏-7「裝配匠-A」战斗轰炸机進行射擊試驗。1960年8月22日，S-24在蘇聯空軍投入服役。

## 描述
S-24是一枚尺寸非常巨大，威力亦非常強大的非制導式武器，直径達到了240毫米（9.45英吋），長度為2,330毫米（7英尺8英寸），發射重量為235千克（520磅），旋轉穩定、後部還裝有四枚穩定尾翼。火箭藉由後方六具對角佈置的噴嘴形成自體旋轉。在飛行中，尾翼為火箭彈提供以大約470轉／分鐘的速度的穩定作用旋轉。火箭彈體由钢管組成。在钢管的前部是彈頭，而後部則是固體火箭發動機。固體火箭發動機的燃燒時間僅僅1.1秒，火箭加速度大約或超過1.2馬赫。其精度偏差為0.3—0.4％，戰鬥射程相當於2,600—2,800公尺（1.62—1.74英里）。
S-24的高爆破片彈頭重達123千克（271.17磅），其中23.5千克（51.81磅）為炸藥。在撞擊時，彈頭會分解為4,000顆破片，撞擊半徑為300至400公尺。在S-24N時，破片彈頭會在深入地面以下約30公尺處被RV-24近炸引信所引爆，從而造成產生了最佳的碎裂效應。而S-24B為碉堡剋星，配備了強化型彈頭以對抗掩體目標。V-575延遲引信可以根據目標的性質（減速或撞擊）進行調整。其射程大約是2,000—3,000公尺（1.24—1.86英里）。
由於其尺寸的因素，S-24並不會很將其他的非制導空對地火箭彈般裝填於多管式火箭筴艙以內發射。S-24藉由發射導軌裝掛到戰鬥機的武器掛架以上。最初使用的是PU-12-40U發射導軌。1980年代起，改為APU-7D發射導軌。S-24也可以藉由APU-68U通用發射導軌使用。
S-24火箭彈也在伊朗特許生產，並且命名為沙法克（Shafaq，意為：极光）。

## 型號

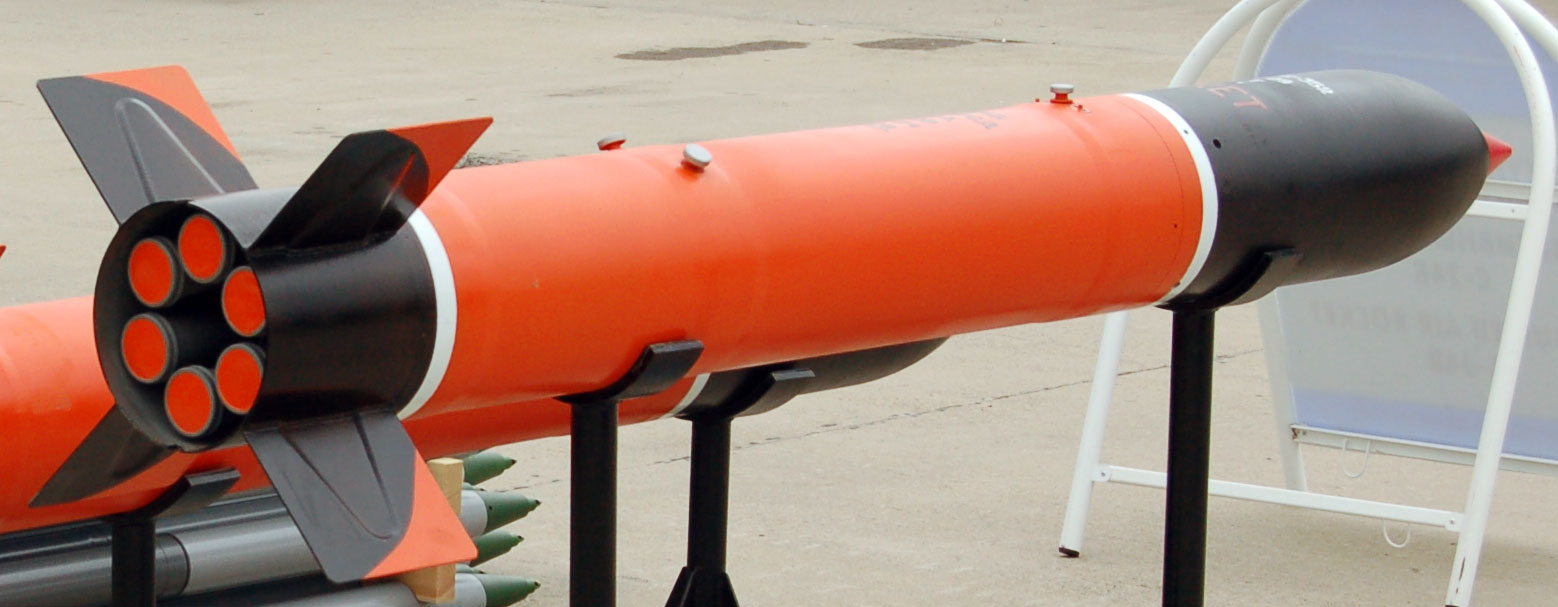
S-24B航空火箭彈的尾部。

- S-24：標準型號，使用高爆破片彈（俄语：Осколочно-фугасный снаряд）頭。
- S-24N：裝有破片彈頭和RV-24近炸引信的型號。
- S-24B（俄罗斯国防部火箭炮兵装备总局代號：9-A-744）：碉堡剋星，裝有穿地彈頭的型號，1975年起服役。
- S-24BNK：裝有锥形装药彈頭的型號。[3]
- S-24L：裝有半主動激光制導系统的原型。[8]
- S-24SE：裝有格洛纳斯制度系统的原型。[8]

## 使用國
S-24由蘇聯所推出。這種武器已經出口到華沙公約國家以至世界各地幾乎所有的蘇聯盟友的國家，比如非洲國家。此外，其他國家亦會在採購蘇聯戰機和直升機或它們的中國彷製、衍生型時獲得S-24。
- 阿富汗
- 阿尔及利亚
- 白俄羅斯
- 保加利亚
- 捷克
- 埃及
- 匈牙利
- 印度
- 伊拉克
- 波蘭
- 羅馬尼亞
- 乌克兰

## 資料來源
1. ↑  .   [2018-03-10]. （原始内容存档于2018-03-05）.
2. 1 2  С-24 （页面存档备份，存于） airwar.ru, Zugriff: 28. August 2013
3. 1 2  Yefim Gordon: Soviet/Russian Aircraft Weapons since World War Two. Midland Publishing, 2004, S. 175.
4. 1 2 3  Duncan Lennox: Jane’s Air Launched Weapons Systems Edition 2003. Jane’s Information Group.
5. ↑  Марковский К., Перов М.Наследники «ЭрЭсов» （页面存档备份，存于） // Крылья Родины. — М., 1994. — № 10. — С. 21-23.
6. ↑  .   [2018-03-10]. （原始内容存档于2012-01-07）.
7. ↑  http://www.modlex.ir/cgi-bin/store.pl/page=product.html/pid=MXF05-000310%5B%5D
8. 1 2  Russian Air Force prepares to test guided rockets （页面存档备份，存于） IHS Jane’s 360, Zugriff: 28. August 2013
9. ↑  cat-uxo.com auf  （页面存档备份，存于）, abgerufen am 21. August 2014

- Тихонов С. Г. Оборонные предприятия СССР и России : В 2 т. — М.: ТОМ, 2010. — Т. 1. — 608 с. — 1000 экз. — ISBN 978-5-903603-02-2.

## 外部連結
- （俄文）—www.airwar.ru—С-24（页面存档备份，存于）